# Mario Holzer
Mario Holzer (* 25. September 1986) ist ein ehemaliger österreichischer Fußballspieler.

## Karriere
Holzer begann seine Karriere beim SV Blindenmarkt. 2000 wechselte er zum SKU Amstetten. 2001 kam er in die AKA St. Pölten, in der er bis 2005 spielte. 2005 wechselte er zum Regionalligisten FC Waidhofen/Ybbs. Sein Debüt in der Regionalliga gab er im August 2005, als er am ersten Spieltag der Saison 2005/06 gegen den SC-ESV Parndorf 1919 in der Startelf stand. In seinen drei Jahren bei Waidhofen absolvierte er 68 Spiele in der Regionalliga und erzielte dabei einen Treffer.
Zur Saison 2008/09 wechselt er zum Ligakonkurrenten SKU Amstetten. Mit Amstetten stieg er zu Saisonende in die Landesliga ab. 2011 stieg man wieder in die Regionalliga auf. In der Aufstiegssaison 2010/11 absolvierte Holzer 28 Spiele, in denen er drei Tore erzielte.
Nach sieben Saisonen in der Regionalliga stieg Amstetten 2018 in die 2. Liga auf. In der Aufstiegssaison 2017/18 kam er zu 25 Einsätzen in der Regionalliga, in denen er sechs Tore erzielte.
Im Juli 2018 debütierte er in der zweithöchsten Spielklasse, als er am ersten Spieltag der Saison 2018/19 gegen den Floridsdorfer AC in der Startelf stand. Nach der Saison 2018/19 verließ er Amstetten und beendete seine Karriere.